# ولیکا برسنیکا
ولیکا برسنیکا (به لاتین: Velika Bresnica}} یک منطقهٔ مسکونی در صربستان است که در Kučevo واقع شده‌است.

## خصوصیات
ولیکا برسنیکا ۲۸۱ نفر جمعیت دارد.